# Bedřich Tylšar
Bedřich Tylšar (* 9. Juli 1939 in Vrahovice) ist ein tschechischer Hornist und Musikpädagoge. Er ist Bruder von Zdeněk Tylšar.

## Leben
Bedřich Tylšar erhielt seinen ersten Musikunterricht an der Musikschule von Prostějov, wo er zunächst Trompete und Violine, später auch Horn spielte. Von 1953 bis 1958 studierte er am Konservatorium von Kroměříž Horn und Violine; von 1962 bis 1967 an der JAMU in Brünn bei František Šolc.
Von 1958 bis 1963 spielte Tylšar beim Staatlichen Sinfonieorchester der Region Gottwaldov, der heutigen „Filharmonie Bohuslava Martinů“. Ab 1963 war er Solohornist des Prager Symphonieorchesters. 1968 wechselte er nach einem erfolgreichen Probespiel zu den Münchner Philharmonikern, wo er zwei Jahre lang tätig war; danach spielte er noch einmal ein Jahr bei den Prager Symphonikern. Zwischen 1972 und 2001 war Tylšar Hornist in der Tschechischen Philharmonie.
Seit 1973 arbeitet Tylšar als Professor im Prager Konservatorium, wo unter anderem Radek Baborák, Ondřej Vrabec, Přemysl Vojta und Katerina Javurková zu seinen Studenten zählten. Daneben gab er weltweit Meisterkurse und war als Juror bei verschiedenen Musikwettbewerben tätig.